# Austrosaropogon insulanus
Austrosaropogon insulanus là một loài ruồi trong họ Asilidae. Austrosaropogon insulanus được Daniels miêu tả năm 1991. Loài này phân bố ở miền Australasia.